# Agriophyllum
Agriophyllum é um género botânico pertencente à família Amaranthaceae.

## Espécies
- Agriophyllum arenarium
- Agriophyllum arenarium
- Agriophyllum gobicum
- Agriophyllum lateriflorum
- Agriophyllum latifolium
- Agriophyllum minus
- Agriophyllum mongolicum
- Agriophyllum montasirii
- Agriophyllum paletzkianum
- Agriophyllum pungens
- Agriophyllum squarrosum
- Agriophyllum tournefortii